# فهاد الرخيص

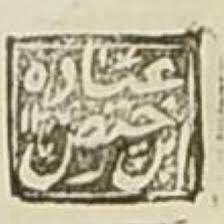
ختم الشيخ عيادة الرخيص شيخ النبهان من شمر

فهاد بن عيادة الرخيص من سنجارة من شمر، أمير إمارة الرياض في عهد الأمير محمد العبد الله الرشيد بين  1305هـ  (1888م) و1306هـ (1889م) ثم بين 1308 هـ  (1891م) و 1309هـ (1892م) وأمير إمارة الجوف بعد ذلك. توفي فهاد بن عيادة الرخيص عام 1332هـ (1916م) في حائل.

## النشأة
نشأ فهاد في كنف والده الشيخ عيادة بن رخيص شيخ النبهان من شمر، حيث تزوج والده من سارة بنت مصيخ بن فرحان شيخ الرمال من شمر وأنجبت له فهاد وجلوي، وقد نشأوا في كنف أبيهم في قصر برزان. شارك فهاد في الغزوات منذ أن كان صغيراً وتعلم السياسة من والده حيث كان والده المستشار الخاص للأمير محمد عبدالله الرشيد وسفير امارة ال رشيد لدى الدولة العثمانية.

## إمارة الرياض
تولى فهاد الرخيص إمارة الرياض بعد عزل سالم بن سبهان عام 1305هـ، وكان شديداً حازماً مما دعا الإمام عبدالرحمن بن فيصل آل سعود والد الملك عبدالعزيز الكتابة لـابن رشيد يطلب منه عزل ابن رخيص. فعزله ابن رشيد وأعاد سالم بن سبهان أميراً مرة أخرى على الرياض. ثم استطاع الإمام عبدالرحمن بن فيصل آل سعود القبض على ابن سبهان وسجنه، الأمر الذي دفع ابن رشيد للزحف على الرياض والتفاوض مع الإمام عبد الرحمن، حيث اتفقا على إطلاق سراح بن سبهان وتعيين فهاد ابن رخيص مرة ثانية أميراً على الرياض وذلك في عام 1308هـ. استمر في إمارة الرياض حتى عام 1309هـ.